# Hamza Čataković
Hamza Čataković (Cazin, 15 gennaio 1997) è un calciatore bosniaco, attaccante dell'Esenler Erokspor.

## Caratteristiche tecniche
È un centravanti.